# Двойрес Дора Ізраїлівна
До́ра Ізра́їлівна Дво́йрес (Двойрес-Зільберман; рос. Дора Израилевна Двойрес; 1877, Кам'янець-Подільський — 1952, Ленінград, нині Санкт-Петербург) — російська професійна революціонерка єврейського походження. За фахом — зубний лікар. Була членом Всесоюзного товариства старих більшовиків. Партійні клички — Едуард, товариш Женя.

## Біографія
Дора Двойрес народилася 1877 року в Кам'янці-Подільському в патріархальній єврейській купецькій сім'ї. В автобіографії вона писала: «Батьки мої були дуже релігійними. Намагалися виховати мене в традиціях того часу. Моє бажання здобути освіту наштовхнулося на відчайдушний опір з їхнього боку. У цій боротьбі, сповненій для мене глибокої трагедії, і пройшли мої юні роки. 17-річною дівчиною я змушена була покинути батьківський дім».
При матеріальній допомозі старшого брата Емануїла Дора виїхала в Київ, де склала іспити за курс гімназії. Для продовження освіти поїхала в Берн. У Швейцарії Двойрес познайомилася з революційно налаштованими студентами, а також із Надією Крупською. 1901 року Двойрес стала членом Російської соціал-демократичної робітничої партії (РСДРП). В автобіографії вона писала: «1901 року, переїхавши знову до Києва, я почала працювати в РСДРП спільно з тт. Айзенберг, Землячкою, Рабінович та ін. Тоді ж тт. Гальперін, Басовський і Крохмаль, як центристи, і т. Гершуні (с. р.) звернулись до мене з пропозицією організувати в м. Кам'янці-Подільському (на моїй батьківщині) кордон для транспорту літератури і перевідправки товаришів, що я й виконала успішно… Залишившись після розколу на боці більшовиків, я виїхала в Женеву до тт. В. І. Леніна і Н. К. Крупської, за дорученням яких я організувала в Кам'янці-Подільському самостійний кордон» .
3 жовтня 1923 року, даючи Двойрес рекомендацію для прийняття в члени Всесоюзного товариства старих більшовиків, Крупська писала: «Дору Ізраїлівну Двойрес знаю з часів „Искры“, коли вона організовувала для „Искры“ транспорт, а потім втечу з Київської тюрми дев'яти товаришам, що перелізли стіни й заховалися. Після другого з'їзду партії вона приєдналася до більшовиків і відтоді допомагала їм у міру сил».
1947 року громадськість Ленінграда широко відзначила 70-річчя Дори Двойрес, її заслуги в партійній та громадській роботі. Стару більшовичку було нагороджено орденом «Знак Пошани», вона отримала багато сердечних поздоровлень.

## У художній літературі
Російська письменниця Олександра Аренштейн у повісті «…Пишіть Мариці!» (1970), розповідаючи про транспортування на початку XX століття газети «Искра» та іншої нелегальної літератури, змальовує і образ Дори Двойрес :
| Дора до сімнадцяти років жила з батьками, дуже побожними містечковими євреями. Навряд чи вона наважилася б вчинити їм наперекір, коли б у будинок не зачастили свахи, не стали навперебій розхвалювати свій «товар». Мати готувала придане. Дівчину виводили напоказ — перед батьківські очі передбачуваних наречених. Дора збунтувалася, поїхала вчитися до Києва. Батько і мати готові були проклясти непокірну дочку, але заступився старший брат Емануїл, переконав, що Дора стане зубним лікарем: «Яка шана, які заробітки!» Батьки змирилися. І молодшу дочку, Лію, відправили до Дори вже без особливих протестів. Коли Емануїл відкрив у Кам'янці-Подільському транспортну контору «Надія», обидві сестри та брат перебралися туди ж. Ця контора і стала зручним складом і передавальним пунктом для іскрівської літератури. До того часу Дора тісно пов'язала з революційними соціал-демократами свою долю. Звісно, що батьки не мали поняття про подорож старшої дочки до Швейцарії, про те, що вона брала участь у студентських заворушеннях, після яких студентів стали віддавати в солдати. Оригінальний текст (рос.) Дора до семнадцати лет жила с родителями, очень набожными местечковыми евреями. Вряд ли она осмелилась бы поступить им наперекор, когда бы в дом не зачастили свахи, не стали наперебой расхваливать свой «товар». Мать готовила приданое. Девушку выводили напоказ — пред родительские очи предполагаемых женихов. Дора взбунтовалась, уехала учиться в Киев. Отец и мать готовы были проклясть непокорную дочь, но вступился старший брат Эммануил, убедил, что Дора станет зубным врачом: «Какой почет, какие заработки!» Родители смирились. И младшую дочь, Лию, отправили к Доре уже без особых протестов. Когда Эммануил открыл в Каменец-Подольске транспортную контору «Надежда», обе сестры и брат перебрались туда же. Эта контора и стала удобным складом и передаточным пунктом для искровской литературы. К тому времени Дора тесно связала с революционными социал-демократами свою судьбу. Естественно, что родители не имели понятия о путешествии старшей дочери в Швейцарию, о том, что она принимала участие в студенческих волнениях, после которых студентов стали отдавать в солдаты. |